# Julien Rambaldi
Pour les articles homonymes, voir Rambaldi.
Julien Rambaldi, né le 17 février 1971 à Neuilly-sur-Seine, est un réalisateur et scénariste français.

## Biographie
Julien Rambaldi se fait connaître notamment par la réalisation du court-métrage Scotch en 2002, récompensé dans plusieurs festivals. Il réalise ensuite le film Les Meilleurs Amis du monde, sorti le 9 juin 2010.  
Avec la comédienne Léa Drucker, il a eu une fille prénommée Martha, née le 11 juillet 2014.
Il est le frère de Pierre Rambaldi, cinéaste, et d’Emmanuel Rambaldi, compositeur de musique de films.

## Filmographie

### Comme réalisateur
- 2003 : Scotch (court-métrage)
- 2010 : Les Meilleurs Amis du monde
- 2016 : Bienvenue à Marly-Gomont
- 2020 : C'est la vie
- 2022 : Les Femmes du square

### Comme scénariste
- 2003 : Scotch (court-métrage)
- 2010 : Les Meilleurs Amis du monde
- 2016 : Bienvenue à Marly-Gomont
- 2020 : C'est la vie